# Dødens Lærling
Dødens Lærling (Engelsk titel: Mort) er den fjerde roman i Terry Pratchetts Diskverden-serie, oprindeligt udgivet i 1987. Den er den første bog i serien til at sætte fokus på Døden, der indtil Mort kun har optrådt som en biperson i bøgerne. Titlen er navnet på bogens hovedperson, grev Mortimer af Sto Helit (kaldet Mort), men er samtidig en leg med ord; Mort betyder død på fransk.
I 2003 afholdt BBC "The Big Read" – en konkurrence, hvor de bad deres seere vælge "Nationens Mest Elskede Bog". Mort var blandt de 100 højest placerede og blev valgt som den mest populære blandt Pratchetts romaner.